# Courtney Jines
Pour les articles homonymes, voir Jines.
Courtney Elizabeth Jines, née le 4 mai 1992 à Fairfax (Virginie), est une actrice, productrice et scénariste américaine.

## Filmographie partielle

### Comme actrice

#### À la télévision
- 2001 : New York, unité spéciale : Hannah Miller (saison 2, épisode 9)
- 2003 : Le Rêve d'Anna (Anna's Dream) de Colin Bickley (téléfilm)
- 2005 : Un Noël à New York (Silver Bells) de Dick Lowry (téléfilm)

#### Au cinéma
- 2000 : Drop Back Ten : Harriet Deal
- 2001 : Gaudi Afternoon : Delilah
- 2003 : Red Betsy : Jane Rounds
- 2003 : Spy Kids 3 : Mission 3D : Demetra
- 2005 : Winn-Dixie mon meilleur ami (Because of Winn-Dixie) : Amanda Wilkinson
- 2014 : Go to Sleep, Sadie : Sadie
- 2017 : The Apocalypse Will Blossom

### Comme scénariste
- 2013 : Thomas
- 2014 : Spices for Grandma
- 2014 : Go to Sleep, Sadie
- 2016 : In the Future
- 2017 : The Apocalypse Will Blossom

### Comme réalisatrice
- 2016 : The Future Is in Your Hands
- 2016 : Sundance Next Fest Trailer
- 2016 : In the Future
- 2017 : The Apocalypse Will Blossom

## Récompenses et distinctions
- 2014 : Bearfest - Big Bear Lake International Film Festival : Prix du public pour Thomas (partagé avec Alexandre Martins)